# Monophlebulus gressitti
Monophlebulus gressitti är en insektsart som beskrevs av Sunita Bhatti 1990. Monophlebulus gressitti ingår i släktet Monophlebulus och familjen pärlsköldlöss. Inga underarter finns listade i Catalogue of Life.